# Stringer (videogioco)
Stringer è un videogioco pubblicato nel 1985 per Commodore 64 dall'editrice britannica Addictive Games. Si tratta di un tipico platform a schermata fissa, nello stile di BurgerTime o Gumshoe, e ha per protagonista un paparazzo (stringer è un termine usato per i giornalisti freelance) che deve fotografare una diva all'interno di un albergo. Nel 1986 venne ripubblicato con il titolo Mr. Angry dalla Codemasters, con l'aggiunta di uno splash screen e della funzione di turbo tape; in precedenza, secondo Zzap!64 3, il caricamento era molto lento. Le recensioni della versione Addictive Games sulla stampa furono variabili, dal molto negativo al discreto.

## Modalità di gioco
Il giocatore controlla il paparazzo, in cappotto lungo e borsalino, in un ambiente bidimensionale a schermo fisso che rappresenta l'interno dell'albergo. Ci sono piattaforme su quattro piani con molte porte, collegati da scale verticali. I vari livelli hanno disposizioni diverse di piattaforme e porte, e avanzando nei livelli compaiono anche ascensori privi di pareti. I personaggi hanno aspetto in stile cartonesco.
L'obiettivo è fotografare la diva Polly Platinum che si trova chiusa nella suite, e per far questo è necessario prima trovare e raccogliere la fotocamera, il flash, il tesserino da addetto stampa e la chiave della suite. Tutti gli oggetti sono nascosti nelle varie stanze dell'albergo e il paparazzo li può scoprire aprendo una alla volta le porte. Si può saltare in lungo, per superare le brevi interruzioni dei piani, che i nemici invece non possono attraversare. È possibile anche saltare un nemico per evitarlo, ma è una mossa rischiosa.
I nemici sono vari membri del personale dell'albergo, che se riescono a raggiungere il paparazzo lo cacciano via facendogli perdere una vita. Da una delle porte che si aprono può uscire Mr. Angry ("arrabbiato"), un cliente dell'albergo in pigiama, e anch'egli si mette all'inseguimento del protagonista. In totale si arriva a un massimo di 6 nemici presenti sullo schermo, a seconda del livello e dell'impostazione di difficoltà generale (su 5 possibili). Si può perdere una vita anche cadendo da qualsiasi altezza o esaurendo il tempo a disposizione.
Secondo la rivista Your 64 11, che si riferiva alla versione del 1985, è presente un bug che talvolta ferma per un attimo il personaggio.